# 胜乡郡
胜乡郡，南诏、大理国设置的郡，在今云南省永平县。
原为博南县地，南诏置胜乡郡，属永昌节度；大理国废永昌节度，改置永昌府，胜乡郡属永昌府，元至元十一年（1274年），改为永平县。